# Bosque dos Buritis (Goiânia)
O Bosque dos Buritis é um parque urbano situado no bairro Oeste, em Goiânia. É o mais antigo patrimônio paisagístico de Goiânia. É o parque mais antigo da cidade.
Foi projetado no Plano Oriental da Cidade para ser uma área verde. Possui 141.500 metros quadrados, cercado por árvores, lagos, e plantas rasteiras. Conta com três lagoas artificiais abastecidas pelo córrego Buriti e por vários canais subterrâneos. Em uma delas está o maior jato d'água da América do Sul.
Desde a ocupação da cidade até os dias atuais, a área vem experimentando muitas interferências que desfiguram suas características originais como, a vegetação nativa foi em certas partes substituída por plantas exóticas, restando somente 10% da vegetação original. Já foram implantados no Bosque calçadão de cooper, alambrado, calçamento interno, meios-fios, lagos, cascatas e lanchonete. No local, se encontra edificado o Centro Livre de Artes, o Museu de Arte de Goiânia e duas obras que muito agradam o gosto dos goianienses e também dos turistas que passam por ali que são: o Monumento à Paz Mundial, que abriga terras provenientes dos mais diversos países e uma fonte que chega a atingir cinqüenta metros de altura que é a maior da América do Sul.
Nesse local, lagos refrescantes, uma vasta vegetação e o som de pássaros e animais podem ser apreciados bem de perto pelo homem. Um meio ambiente preservado e valorizado numa região de clima ameno e úmido, com 749 metros de altitude e temperatura média de 22,9°C.